# 张春贤
张春贤（1953年5月—），汉族，河南禹州人，中国共产党、中华人民共和国政治人物，原副国级领导人。中共第十六、十七、十八、十九届中央委员，第十八届中央政治局委员。曾任交通部部长、中共湖南省委书记、中共新疆维吾尔自治区党委书记和第十三届全国人大常委会副委员长。

## 生平

### 早年生涯
1953年出生在河南省禹县（今禹州市）城关镇一个普通家庭。1970年17岁时，张春贤参加中国人民解放军，任中国人民解放军八一九二部队战士。1973年11月加入中国共产党。1975年，回到河南家乡，任河南省禹县城关公社东关大队干部。1976年12月进入东北重型机械学院（现为燕山大学）机械制造系锻压工艺及设备专业学习。1980年9月毕业后，被分配到第三机械工业部一一六厂十五车间担任技术员。
张春贤从一名普通技术员做起。1982年至1985年，历任机械工业部第十设计研究院计划科计划员、助理工程师，设计院党委组织部副部长。1985年至1988年，任机械工业部、国家机械工业委员会、机械电子工业部第十设计研究院党委书记。1988年到1991年，任机械电子工业部第十设计研究院党委书记兼副院长。
1991年10月，作为机械电子工业部选拔的优秀年轻干部，张春贤调入中央部委工作。1991年至1992年，任监察部驻机械电子工业部监察局副局长兼机械电子工业部纠风办主任。1992年至1993年，任中国包装和食品机械总公司副总经理。1993年至1995年，任中国包装和食品机械总公司总经理兼党委书记。在他出任副总经理时，该公司管理混乱，而在他以总经理兼党委书记的身份离开该公司时，它已变成部里较好的企业。

### 交通部长
1995年8月，张春贤外放云南省，1995年至1997年担任云南省人民政府党组成员、省长助理，分管军工、机械和电子工业及省人民政府的其他专项工作。他根据实际情况，创造性提出了发展“小型巨人”企业的工业发展思路，即发展具备竞争力的精专小企业，这一思路取得了良好的实效。1997年12月，张春贤调回北京，任中华人民共和国交通部党组成员。1998年出任交通部副部长时，其干部履历中已多了“善于解决复杂棘手问题”的评语。1998年至2002年，任交通部副部长、党组成员。其间，1998年至2002年哈尔滨工业大学管理科学与工程专业在职研究生学习，获管理学硕士学位；2000年9月至11月，在中央党校省部级干部进修班学习。2002年9月，升任交通部党组书记；2002年10月，接替黄镇东出任交通部部长，以时年49岁成为当时国务院各部委中最年轻的部长。任内他推动中国高速公路的发展。2003年3月17日，经国务院总理温家宝提名，国家主席胡锦涛发布第二号中华人民共和国主席令，根据中华人民共和国第十届全国人民代表大会第一次会议的决定，张春贤被任命为交通部部长。2005年1月13日，张春贤在新闻发布会上发布了经国务院常务会议审议通过的《国家高速公路网规划》。在他担任交通部部长的3年内，交通部启动了历史上规模最大的农村道路建改工程，规划了未来30年国家基础路网建设，扭转了沿海港口和内河航运长期的发展颓势，使中国桥梁开始复兴，并大幅提升了人命救助水平。2006年4月，国际道路联盟授予交通部原部长张春贤“2006年年度人物奖”，以表彰他在引领发展中国公路网络及其国际连接方面的成就。

### 主政湖南
2005年12月，张春贤再次被安排到地方历练，出任中共湖南省委书记，并在2006年1月当选湖南省人大常委会主任，他还兼任湖南省军区党委第一书记。在省委书记任内，他推动提高湖南省城市化和工业化水平，重视社会主义新农村建设。张春贤重视对新媒体的应用，2006年他在全国首开先河，征求网民意见并写入湖南省第九次党代会报告。在任交通部部长及中共湖南省委书记期间，他对新闻媒体非常开放，有问必答，受到记者广泛好评。
张春贤本人对互联网有着很大的热情。2007年，当时仍在湖南任职省委书记的张春贤在红网论坛用实名注册，向网民们拜年。2010年在离开湖南时，他再在红网论坛发帖，向网民们告别。

### 主政新疆
2010年4月，中共中央决定张春贤为中共新疆维吾尔自治区党委书记，接替王乐泉处理因2009年乌鲁木齐七五事件而突出的新疆民族矛盾和社会稳定工作。2010年6月，中共新疆维吾尔自治区党委决定，张春贤接替王乐泉兼任新疆生产建设兵团党委委员、常委、第一书记；同时他还兼任新疆生产建设兵团第一政委。他还兼任新疆军区党委第一书记；2011年7月在中国共产党新疆军区第十一次代表大会上继续当选新疆军区党委第一书记。同时他还兼任中央新疆工作协调小组副组长。
自从乌鲁木齐七五事件发生以后，新疆的互联网被关停近一年。张春贤上任中共新疆维吾尔自治区党委书记20天后，新疆维吾尔自治区党委、新疆维吾尔自治区人民政府决定全面恢复互联网业务。2011年3月2日，开通了腾讯微博，有30多万粉丝，是首个公开开通微博的省级党委一把手，有媒体也称他为“网络书记”。张春贤每天亲自在微博上与网民互动，共有75位网友的留言得到回复。3月18日，张春贤表示将暂时告别微博，并表示将继续通过各种方式和渠道了解民声，后来他的微博更名为新疆维吾尔自治区官方微博。此外，张春贤还与“网络红人”阿里木结为兄弟。
张春贤任内采取“柔性治疆”策略，开展“访民情、惠民生、聚民心”（简称“访汇聚”）活动，要求机关干部到贫困村庄工作一年，改善民生，当时每年有七万多名机关干部入住一万多个村庄和社区。张春贤离任之后，新疆继续进行“访汇聚”活动。
主政新疆6年内，张春贤一直把反暴恐活动作为工作重点，对暴力恐怖活动保持严打高压态势，从2011至2016年的6次全国两会上，他有5次主动回应媒体关心的新疆反暴恐问题。对待反腐问题，张春贤称“不管是哪个民族，只要是贪腐、对人民事业造成损害的一律严惩。”但是新疆暴恐问题仍然频繁发生，先后发生了金水桥冲撞事件和2014年乌鲁木齐火车南站暴力恐怖袭击案件等一系列暴力案件。直到2016年陈全国继任新疆维吾尔自治区党委书记并采取强硬手段治理暴恐问题后，新疆的暴恐问题才发生明显扭转。
在他主政新疆的6年间，新疆社会局势总体稳定，经济增长显著提速。新疆地区生产总值2010年突破5000亿元人民币，2014年突破9000亿元人民币，2016年达到9600多亿元人民币，经济增速进入中华人民共和国全国前10名。2010年到2015年，新疆生产总值年均增长11.1%，人均生产总值从2917美元增长到7037美元。
在交通领域，他引入“区域大通道”概念，要求用5至10年时间，把新疆由国家交通网络末端建成为中国西部的交通枢纽中心；并已开通乌鲁木齐至哈萨克斯坦、土耳其、格鲁吉亚的货运班列，将过去国内货物到达欧洲所需的40天缩短至16到18天，提高了经济效率和动力。2015年8月，新疆全面实施统一的普通护照签发管理政策，简化申请条件和办理程序。他也积极推进双语（汉语和维吾尔语）教育、24小时动态清零“零就业家庭”、进行“就业式”培训解决大学生就业问题。
2012年11月15日，在中共十八届一中全会上，张春贤当选中国共产党中央政治局委员，跻身中央决策层。2016年8月，中共中央决定，张春贤不再兼任中共新疆维吾尔自治区党委书记、常委、委员职务，另有任用。从张春贤在中共十九大上落选中央政治局委员一事来看，中央可能并不满意张春贤在新疆的工作。

### 党建工作
2016年10月12日至15日，担任中央党的建设工作领导小组副组长、中央新疆工作协调小组副组长的中共中央政治局委员张春贤在陕西进行了调研，包括到中共革命圣地延安以及习近平知青时代曾经插队工作过的梁家河村，这是他首次以中央党的建设工作领导小组副组长的头衔亮相。2017年4月，张春贤率中共代表团对摩尔多瓦和塞尔维亚进行友好访问。由于当时中央党的建设工作领导小组组长刘云山、副组长王岐山和赵乐际均有其他大量工作，张春贤实际上专职负责中央党的建设工作领导小组的日常工作。2017年5月，先后赴江西省和吉林省调研农村基层党建工作，他表示党支部建设是中共党建最为重要的基本建设。此外他也到福建、山东、山西、河北、安徽等各地调研党建工作。2017年7月当选为湖北省出席中共十九大代表。

### 全国人大
同年10月，在中国共产党第十九次全国代表大会上连任中央委员，虽然时年仅64岁，离七上八下的潜规则尚有很大距离，但在随后进行的中共十九届一中全会上并未连任中央政治局委员。2018年3月，当选第十三届全国人大常委会副委员长，排在第三位，位居王晨和曹建明之后。
他主要负责领导第十三届全国人民代表大会社会建设委员会的工作。
2020年12月，蓬佩奥领导的美国国务院宣布因香港问题制裁全国人大常委会14名副委员长，张春贤在列其中。
2022年10月22日，年满69岁的张春贤没有在中共二十大上当选中央委员。
2023年3月，张春贤在十四届全国人大一次会议后退休。

## 争议
自张春贤2010年上任中国新疆委员会书记后，张春贤表明会一直把反暴恐活动作为工作重点。但是其在任的6年里，新疆暴恐活动不降反升并且蔓延到云南和北京。因此，其本人所推举的“柔性治疆”政策有被人质疑。其“柔性治疆”政策旨在鼓励“维汉一体化”，消除汉族与少数民族之间的隔阂，开展“访汇聚”活动，打击极端宗教势力，鼓励基础建设以及偏远地区经济发展。然而，其部分政策仍受到质疑，其“维汉一体化”政策被质疑偏向汉族，其政策规定要求所有维吾尔族小学生必须学习汉语，同时随着内地投资商进入新疆，大部分不会说汉语的维吾尔人无法在这些新就业市场上找到工作。因此，许多维吾尔人批评这些政策，认为这会影响维吾尔族的民族认同感，也有人担心其推行的政策会导致新疆南部地区的维吾尔人极端化。
另一方面，其本人通过“柔性治疆”来打击恐怖势力成效微弱。新疆恐怖袭击事件在其任内越来越多，并外溢到自治区以外，恐袭手法也越来越“专业化”，不但有比较精密的策划组织，还会刻意挑选时间和地点来传达政治信息。在2014年乌鲁木齐早市恐怖袭击发生后，中共高层曾召开政治局会议，张春贤的反恐政策在会上被严厉批评，其本人也转向支持使用强硬手段来打击恐怖分子。
不过，也有人认为张春贤的政策促使新疆经济发展，鼓励修建基础设施，其任内新疆经济增速进入全国前10名，并试图将新疆打造成链接中亚和内地的交通枢纽中心。这些经济发展政策促使新疆民生水平提高并初步遏制极端思想在新疆基层的蔓延。

## 家庭
- 第一任妻子：杨庚华。张春贤的大学同学。后离婚。[來源請求]
  - 女儿：是张春贤唯一的子女。2011年全国两会期间，张春贤回应记者关于家庭情况提问时表示，自己只有一个女儿，目前还在攻读博士[44]。
- 第二任妻子：李修平（1963年2月16日－），2005年和张春贤结婚，原中国中央电视台《新闻联播》节目播音员，2015年离开《新闻联播》退居幕后[45][46][47][48]。2013年受聘担任西北师范大学兼职教授[49]。